# Douglas (Massachusetts)
Douglas é uma vila localizada no condado de Worcester no estado estadounidense de Massachusetts. No Censo de 2010 tinha uma população de 8.471 habitantes e uma densidade populacional de 86,32 pessoas por km².

## Geografia
Douglas encontra-se localizado nas coordenadas 42° 03′ 11″ N, 71° 45′ 08″ O. Segundo o Departamento do Censo dos Estados Unidos, Douglas tem uma superfície total de 98.13 km², da qual 94.28 km² correspondem a terra firme e (3.92%) 3.85 km² é água.

## Demografia
Segundo o censo de 2010, tinha 8.471 pessoas residindo em Douglas. A densidade populacional era de 86,32 hab./km². Dos 8.471 habitantes, Douglas estava composto pelo 96.58% brancos, o 0.53% eram afroamericanos, o 0.18% eram amerindios, o 0.9% eram asiáticos, o 0.04% eram insulares do Pacífico, o 0.22% eram de outras raças e o 1.56% pertenciam a duas ou mais raças. Do total da população o 1.64% eram hispanos ou latinos de qualquer raça.